# 釜山東萊警察署
釜山東萊警察署（プサンドンネけいさつしょ）は、釜山地方警察庁所管の警察署である。

## 管轄区域
- 東萊区

## 沿革
- 1945年10月21日 - 国立警察設置と共に東萊警察署として開署
- 1977年11月17日 - 海雲台警察署開署にともなって9派出所を移管
- 1982年5月6日 - 金井警察署開署にともなって8派出所を移管
- 1991年12月2日 - 蓮山警察署開署にともなって9派出所を移管
- 2001年12月27日 - 釜山東萊警察署に改称
- 2006年3月1日 - 巨堤1、2洞を釜山蓮堤警察署に移管

## 管轄地区隊
- 莱城地区隊
- 忠烈地区隊
- 温泉地区隊
- 社稷地区隊

## 管轄派出所
- 楽民派出所
- 温泉3派出所

## 管轄治安センター
- 寿安治安センター
- 福山治安センター
- 安楽2治安センター
- 鳴蔵1治安センター
- 鳴蔵2治安センター
- 温泉2治安センター
- 社稷1治安センター
- 社稷2治安センター